# Le Million de Richard
Pour plus de détails, voir Fiche technique et Distribution.
Le Million de Richard (In Fast Company) est un film d'action muet américain de 1924 réalisé par James W. Horne.

## Distribution
- Richard Talmadge
- Mildred Harris
- Sheldon Lewis